# Tom Almadon
Tom Almadon est un footballeur israélien né le 30 novembre 1984.

## Carrière
- 2007-08 : Hapoël Nazrat Ilit  Israël
- 2006-07 : Maccabi Haïfa  Israël
- 2005-06 : Maccabi Haïfa  Israël
- 2004-05 : Maccabi Haïfa  Israël
- 2003-04 : Maccabi Haïfa  Israël
- 2002-03 : Maccabi Haïfa  Israël

## Palmarès
- Maccabi Haïfa
  - Championnat d'Israël: 2004, 2005, 2006